# Monte Stuart
Il monte Stuart (in inglese Mount Stuart) è una cima compresa nella catena delle Cascate e situata nello stato del Washington, negli USA. È la seconda vetta non vulcanica più elevata dello stato dopo Bonanza Peak e la settima in assoluto del Washington. Il monte Stuart è la vetta più alta del sottogruppo omonimo e si trova nella parte centrale delle Cascate del Washington, a sud del passo di Stevens e ad est di quello di Snoqualmie, nella riserva integrale di Alpine Lakes.

## Toponimo
Il nome del monte Stuart fu assegnato da George B. McClellan tra agosto e settembre 1853 in onore del suo più vecchio e migliore amico, "il defunto Capitano Jas. [Jimmie] Stuart dei fucilieri"; un valoroso soldato e un abile gentiluomo". Stuart era morto per una ferita da freccia il 18 giugno 1851, a seguito di una scaramuccia con i nativi americani alla base dei monti Siskiyou nel sud-ovest dell'Oregon.

## Geografia
Il monte Stuart è il maggiore della sezione della catena delle Cascate in cui rientra. Per quanto riguarda il profilo topografico, i lati nord-est e nord-ovest mostrano tratti irregolari e sono frastagliati. A causa della lontananza delle vette più alte, il monte Stuart ha una prominenza topografica pari a 1632 m, numero che la rende la sesta maggiore dello stato. La roccia del monte Stuart è stata in più punti erosa a causa delle glaciazioni passate e vede soprattutto la presenza di granito. Le pendici settentrionali della montagna ospitano tre ghiacciai, qui elencato in direzione ovest-est: lo Stuart, l'Ice Cliff e lo Sherpa.

## Storia
Non si sa con certezza chi abbia effettuato la prima ascensione sullo Stuart. Secondo l'alpinista Fred Beckey: "a Claude Rusk [...] fu da Frank Bryant di Yakima di aver trovato un bastone in vetta che recava come iscrizione 'Angus McPherson-1873'. A.H. Sylvester, che salì alla vetta nel 1897 e nel 1899 per la triangolazione, credeva che la prima salita fosse stata eseguita da Frank Tweedy e Richard Goode durante il rilevamento del terreno del Pacifico settentrionale". Tweedy, a cui in suo onore fu dedicata una specie botanica nota come Lewisiopsis tweedyi, salì il monte Stuart il 5 agosto 1883, e due giorni dopo di nuovo con Goode (a cui si deve il nome del monte Goode). Questi non riferirono di aver trovato alcuna prova di una salita precedente. Dalla via più facile, non troppo tecnica, è possibile che in passato vi fossero saliti già i nativi americani.
Il percorso normalmente compiuto dagli scalatori prevede di procedere lungo il Cascadian Couloir, sul fianco sud-est della montagna, che sale a una falsa vetta appena a sud-est della vetta principale e termina lungo una breve cresta. Il percorso prevede una serie in cui ci si può arrampicare anche senza attrezzatura e l'attraversamento di spessi banchi di neve, anche ripidi. Sono disponibili salite molto più tecniche sulla complessa parete nord e su altre pareti della montagna.